# Cilindru gradat
Cilindrul gradat sau mensura este un cilindru cu măsurători gradate pe suprafața exterioară folosit ca echipament de laborator pentru a măsura cu acuratețe volumul unui lichid. 
Pe baza legii lui Arhimede se poate determina volumul unui solid insolubil în apă prin dezlocuirea acesteia. Un cilindru gradat e mult mai exact decât paharul Erlenmeyer sau paharul Berzelius.